# Codex Roda
Codex Roda (Codex of Roda) är ett medeltida manuskript som är en unik beskrivning om kungadömet Navarra och dess grannar på 800 – talet. Codexen tros ha blivit skriven på sent 900-tal med några tillägg på 1000- talet. Den är skriven på Västgothiska och består av 232 sidor som är 205 mm x 285 mm.
Från 1100 – talet och framåt förvarades codexen i Rodas katedral. På 1700-talet blev den inköpt av Santa María de Meyás Prior och var fram till år 1928 i privata samlingar.
Codexen består av ett antal välkända antika och medeltida texter samt en del unikt material. De första två tredjedelarna består av Paulus Orosius, Historiarum Adversum Paganos Libri VII, gothernas historia och Jesus släktkrönika. De unika delarna består av en lista av de Arabiska kungarna, listor av de kristna kungarna av Navarra, Frankrike och León och en lista av biskoparna av Pamplona med datum för deras död. 
Men codexen är kanske mest berömt för de släktkrönikor av de dynastier som härskade på båda sidor om Pyrenéerna.